# WISE 0614+3912
WISE 0614+3912 is een bruine dwerg met een spectraalklasse van T6. De ster bevindt zich 50,2 lichtjaar van de zon in het sterrenbeeld Voerman en heeft een schijnbare magnitude van +16,93.